# Лось Леонід Федорович
Леоні́д Фе́дорович Ло́сь — український архітектор.

## Життєпис
Народився 7 жовтня 1928 року в селі Сокілка Кобеляцького району Полтавської області.
Український архітектор. Закінчив Київський художній інститут у 1953.
Автор споруд: лікувальний корпус санаторію «Хмільник» Вінницької області (1966).
У Києві — науково-дослідницький інститут клінічної та експериментальної хірургії — 1972, дитяча лікарня — 1973, клінічна лікарня науково-дослідницького інституту педіатрії, акушерства та гінекології — 1975, комплекс Республіканського науково-методичного центру охорони здоров'я матері та дитини −1985; архітектурна частина пам'ятників: І. Кудрі — в селі Ревному Київської області — 1988, монументів воїнам Червоної армії в смт Лисянці Черкаської області та в Голоскові Хмельницької — 1991; проекти пам'ятників Т. Шевченку для Ужгорода — 1992, та Кременчука −1993; лауреат Державної премії УРСР ім. Т. Г. Шевченка −1985 — в співавторстві — за комплекс Республіканського науково-методичного центру охорони здоров'я матері і дитини.
Помер 16 грудня 2000 року в Києві.